# La dolce villa
La dolce villa è un film del 2025 diretto da Mark Waters.

## Trama
Eric, uomo d'affari di successo, arriva in Italia, in Toscana, per impedire alla figlia Olivia di restaurare una villa in rovina. Ma quando arriva il destino ha in serbo altri progetti per lui e porterà nella sua vita magia ed amore.

## Distribuzione
Il film è stato distribuito sulla piattaforma Netflix il 13 febbraio 2025.